# Володино (Печорский район)
Володино — деревня в Печорском районе Псковской области России. Входит в состав сельского поселения «Паниковская волость».
Расположена на севере волости, в 6 км по к югу от центра города Печоры и в 10 км к северу от волостного центра, деревни Паниковичи.

## Население
Численность населения деревни составляет 26 жителей (2000 год).
| 2001 | 2002 | 2010 |
| ---- | ---- | ---- |
| 26   | ↘17  | ↘14  |

## Топографические карты
- O-35-080-c Масштаб: в 1 км 500 м Госгисцентр